# 세인트헬레나의 국가
나의 세인트헬레나섬(영어: My Saint Helena Island)은 세인트헬레나의 비공식 국가로 1975년 데이브 밋첼(Dave Mitchell)이 작사, 작곡했다. 영국의 해외 영토로 정식 국가는 하느님, 여왕(국왕) 폐하를 지켜 주소서(God Save the Queen)이다.

## 가사
1절
My heart is drifting southward
To my home down in the sea
It's the isle of St. Helena
Where my loved ones wait for me
Long since I left it
But I'll soon be going home
To my St. Helena island
And swear I'll never roam
2절
Diamonds they are pretty
So is your fancy cars
But St. Helena island
Is prettier by far
All the wonders of this world
I'm told they number seven
But St. Helena Island
Is the nearest one to heaven
3절
Diamonds they are pretty
So is your fancy cars
But St. Helena island
Is prettier by far
Someday if the Lord above
Comes out of heaven's gate
I'm sure He'll pick St. Helena
And use it as His place

### 해석
1절
내 마음은 남쪽으로 향하네.
바다에 있는 나의 고향으로.
그것은 세인트헬레나섬이라네
매우 아름다운 곳이라네
떠난지 오래 됐지만
곧 집으로 갈것이라네
바로 세인트헬레나섬으로
그리고 다시 방황하지 않을거라 맹세하네
2절
다이아몬드는 예쁘지
너의 멋진 차도 그렇고
하지만 세인트헬레나섬이
그것들보다 더 낫다네
이 세상에서 가장 신비한 것을 묻는다면
그들은 숫자 7이라 말하겠지
하지만 세인트헬레나섬이
천국에 가장 가까운 것이라네
3절
다이아몬드는 예쁘지
너의 멋진 차도 그렇고
하지만 세인트헬레나섬이
그것들보다 더 낫다네
어느날 하느님이
천국의 문에서 나타나실 때
나는 그가 세인트헬레나섬을 선택하실 것을 확신한
그리고 그곳을 그의 안식처로 쓰겠지...